# استان موندولکیری
استان موندولکیری (به لاتین: Mondulkiri Province) یک منطقهٔ مسکونی در کامبوج است که در کامبوج واقع شده‌است. استان موندولکیری ۱۴٬۲۸۸ کیلومتر مربع مساحت دارد.